# Moravské markrabství
Moravské markrabství či Markrabství moravské (německy Markgrafschaft Mähren) byl v letech 1182–1918 státní útvar na území Moravy. Šlo o politický útvar vybavený v průběhu historie různou mírou autonomie s vlastním stavovským zemským sněmem, oficiálně ustaveným v polovině 14. století, a později zemským výborem. Markrabství bylo po roce 1348 jednou ze zemí Koruny české a v jeho čele stál moravský markrabě, který byl volen zemským sněmem. Po vydání Obnoveného zřízení zemského v roce 1628 byli markrabími dědičně už jen habsburští panovníci.

## Historie

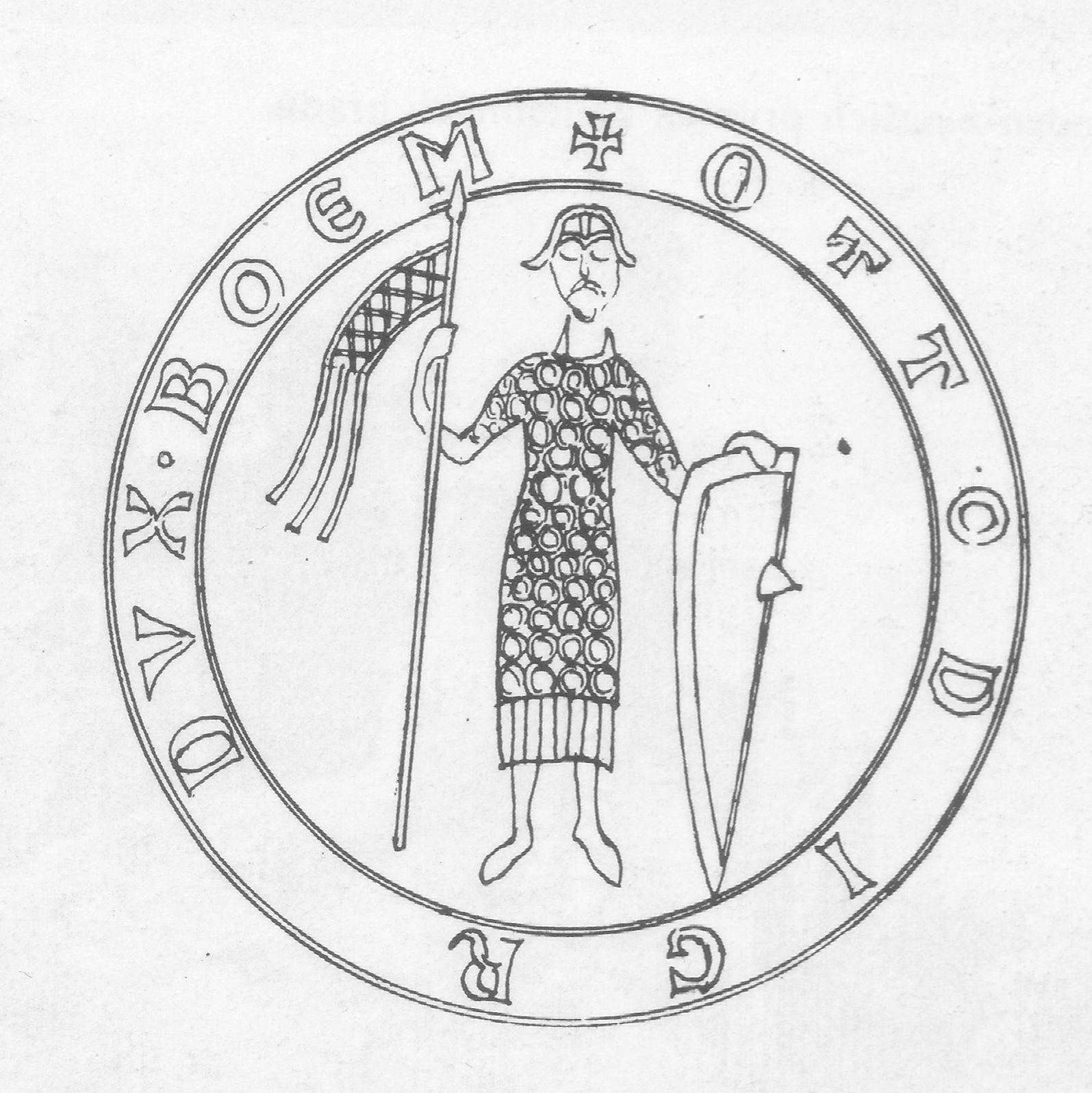
Pečeť prvního markraběte Konráda Oty, již jako českého knížete

Markrabství na Moravě nevzniklo jednorázově, nýbrž postupným procesem. Nevznikl nový územní (státní) celek, nýbrž změna vlády na Moravě je spojená s přehodnocením vztahu mezi Čechami a Moravou. Vznik markrabství nebyl vyvolán vnějšími činiteli, měl původ ve vnitřních rozbrojích v přemyslovské dynastii.
Prvním markrabětem, který sloučil pod svou vládou všechny tři moravské přemyslovské úděly (Brněnský úděl, Olomoucký úděl, Znojemský úděl), se stal Konrád III. Ota Znojemský (pozdější kníže Čech Konrád II. Ota). Tomu roku 1182 císař Fridrich I. Barbarossa udělil Moravu v léno. Po nastoupení Konráda na stolec v Praze sice hodnost markraběte zanikla, ale záhy (1197) ji trvale obnovil Vladislav Jindřich, který bratru Přemyslu Otakarovi I. ustoupil z vrchní vlády v Praze a spokojil se se svrchovaností nad Moravou.
I přes následné dlouhé cézury (způsobené přímou vládou českých králů nebo během husitských válek) už hodnost markraběte nezanikla. Od roku 1411 však už na Moravě nevládla samostatná markraběcí dynastie a moravští markrabí byli voleni zemským sněmem. V roce 1628 vydal Ferdinand II. jako moravský markrabě Obnovené zřízení zemské pro Moravu, kterým bylo ustanoveno, že moravské markrabství se stáva dědičným v habsburském rodě.

## Územně-správní vývoj

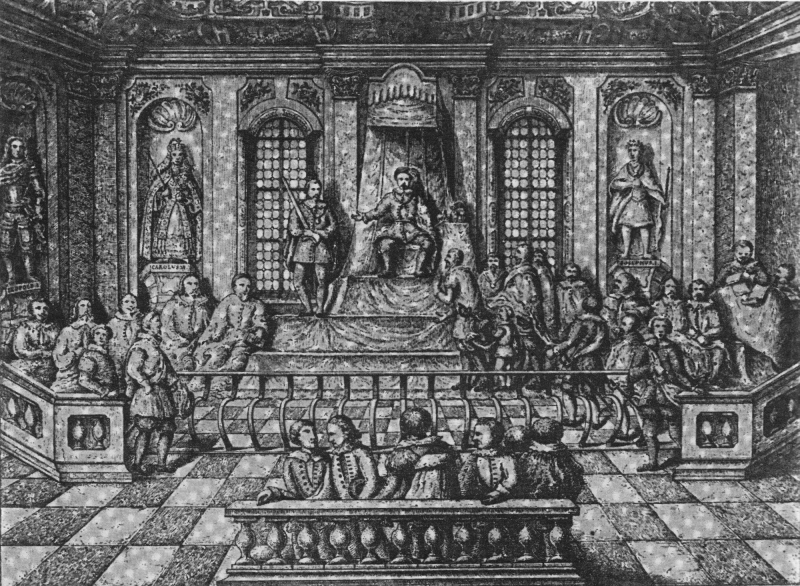
Moravský zemský sněm v 17. století

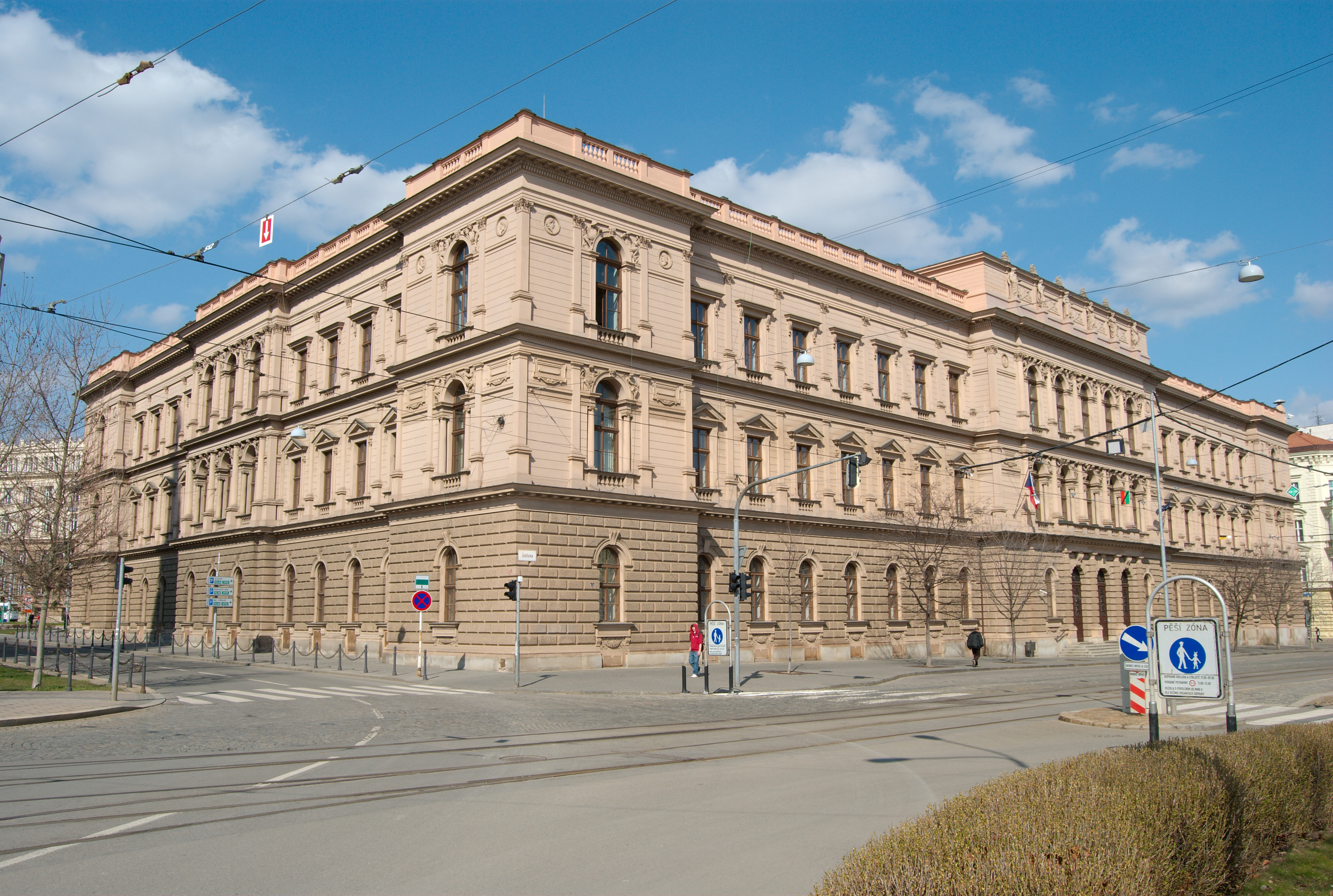
Budova poslední moravské zemské sněmovny v Joštově ulici v Brně

Součástí Moravského markrabství byla původně i oblast později vzniklého Opavského knížectví (1318) a Morava tak původně zasahovala i na území dnešního Slezska, resp. Polska. Se vznikem Koruny české (7. 4. 1348) přišly i dvě velké změny v rozloze markrabství: Karel IV. vydělil samostatné Biskupství olomoucké a definitivně i Opavské knížectví. Zatímco Opavsko už zůstalo samostatnou zemí (v průběhu 16. století připojivší se ke Slezsku), severní část Moravy (Olomoucko) se během 16. a 17. století podařilo moravským stavům díky vytrvalému tlaku na olomouckého biskupa znovuzačlenit do správní a soudní struktury země. Od 28. října 1526 bylo Moravské markrabství jednou z korunních zemí Habsburské monarchie.
Mezi lety 1782–1850 bylo markrabství spojeno s Vévodstvím Horní a Dolní Slezsko (Rakouské Slezsko) v jeden správní celek – tzv. Zemi moravskoslezskou, spravovanou moravskoslezským guberniem. Od roku 1783 byla území tzv. Moravských enkláv ve Slezsku převedena do správy Opavského kraje.
Od roku 1850 byla Morava opět samostatnou korunní zemí Rakouska, výše zmíněná území Moravských enkláv zůstala ve správě obnoveného Rakouského Slezska, avšak to je muselo spravovat na základě moravských zemských zákonů, daně z nich byly odváděny na Moravu a navíc tato území tvořila jeden z moravských volebních okresů. Požadavku některých českých poslanců z Čech i Moravy na státoprávní spojení všech tří zemí bývalé Koruny české do jednoho celku vídeňská vláda nikdy nevyhověla. Se vznikem Československé republiky roku 1918 markrabství zaniklo. Jako správní celek existovala Morava i nadále do roku 1928 jako Země moravská.

## Správní členění

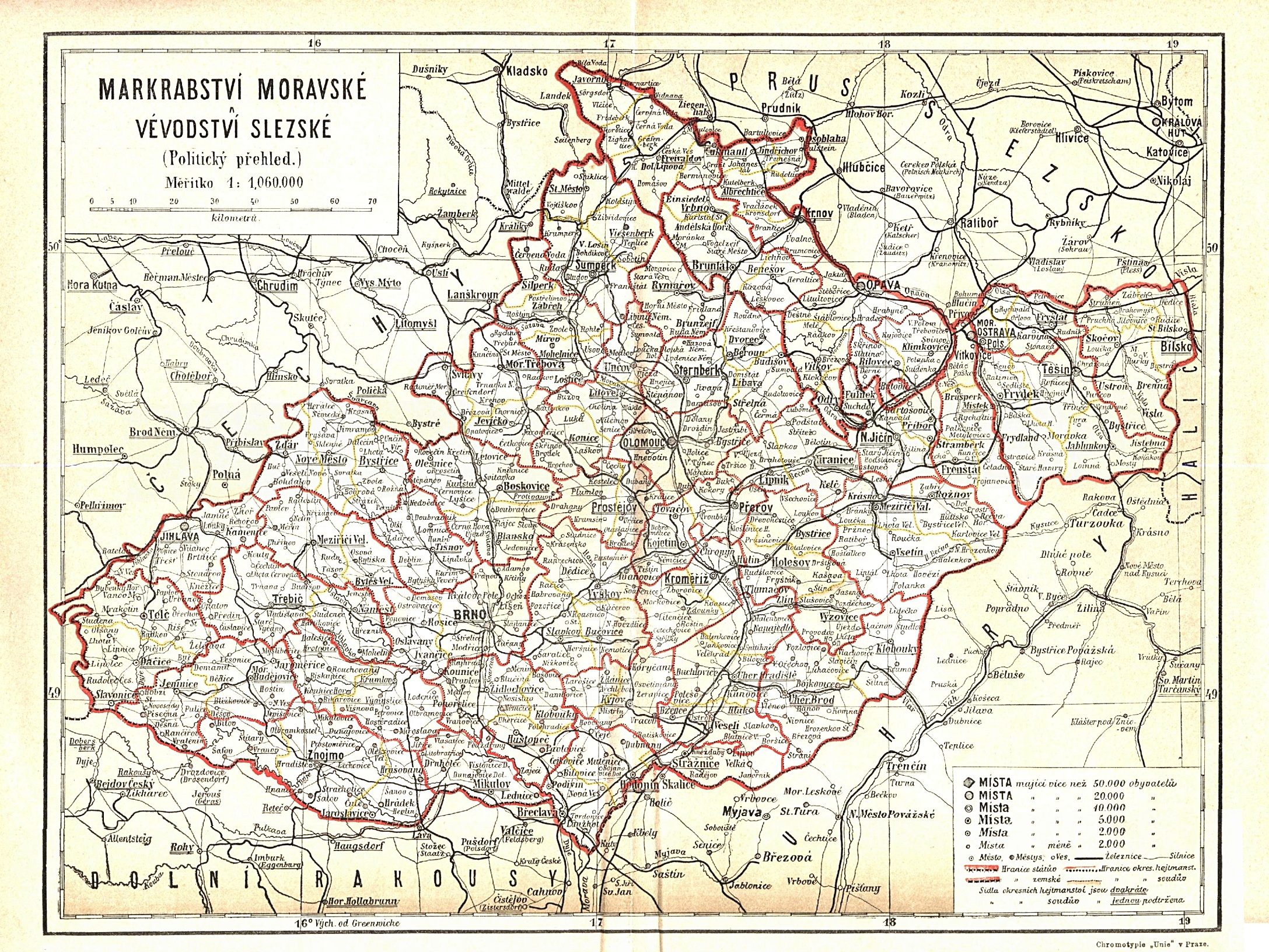
Správní členění Moravy a Rakouského Slezska roku 1897

Původně se Morava (ještě za dob moravských přemyslovských údělů) členila na provincie. V pramenech byly zmiňovány provincie Brněnská, Olomoucká, Znojemská, Břeclavská, Holasická (později Opavská), Bítovská atd. Postupně však byly prováděny správní reformy a z provincií se staly kraje.
Do roku 1849 se Markrabství moravské členilo na panství, která byla od roku 1535 součástí jednoho z krajů. Původně na Moravě existovaly kraje novojičínský, olomoucký, brněnský a hradišťský.
Územně-správní reforma Karla VI. z roku 1714 ustanovila (už stálé) kraje:
1. Brněnský
2. Jihlavský
3. Znojemský
4. Olomoucký
5. Přerovský
6. Hradišťský

Ty byly v letech 1850–1855 nahrazeny dvěma kraji (Brněnským a Olomouckým), dále členěných na 25 okresních hejtmanství. V letech 1855-1868 se pak Morava opět členila na 6 krajů a 76 okresů. Poté byly kraje bez náhrady zrušeny a Morava se členila pouze na okresní hejtmanství.
Dne 19. 5. 1868 bylo Markrabství moravské rozděleno na 31 okresních hejtmanství a 6 městských okresů.

## Symbolika markrabství

### Stříbrno-červeně šachovaná orlice
Od druhé poloviny 13. století byla znakem Markrabství moravského stříbrnočerveně šachovaná orlice se zlatou korunou a zlatou zbrojí v modrém poli štítu, jak ukazují např. i sněmovní artikuly do roku 1838 a nebo zemské řády z 16. a 17. století.
Znak Markrabství moravského je popsán v historických pracích (např. Zrcadlo slavného Markrabství moravského z roku 1593 Bartoloměje Paprockého z Hlohol a Paprocké Vůle, Mährisches Landes-Wappen aus der Historie und Herolds-Kunst illuminiret z roku 1699 Karla Ferdinanda Schertze, Historischer Versuch über das Landeswappen des Markgrafthums Maehren z roku 1792 Josefa Vratislava Monseho či Topographie vom Markgrafthum Mähren z roku 1793 Františka Josefa Schwoye) a v císařských dekretech (např. dekret Ferdinanda V. z 22. srpna 1836 týkající se velkého znaku Rakouského císařství).

znak, erb:
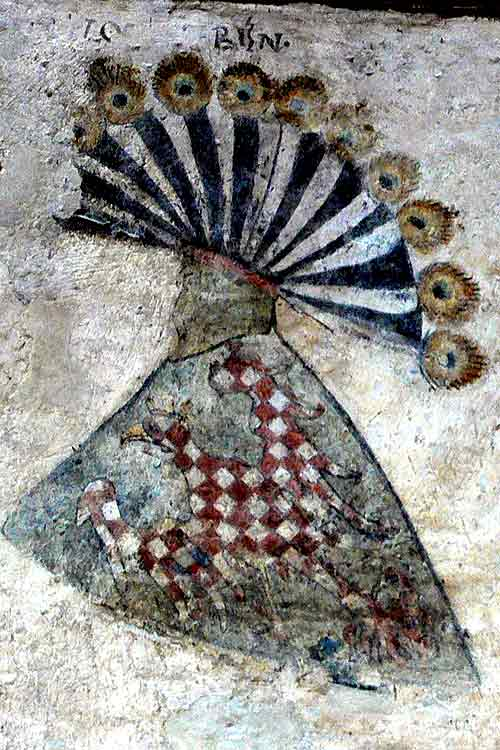
nejstarší dochované barevné vyobrazení znaku markraběte (a Moravy), freska v sále hradu Gozzoburg v Kremži, okolo roku 1270
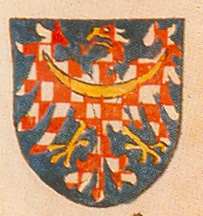
historická iluminace z roku 1459
středověký znak markraběte dle Codexu Manesse, doba Václava II.
úplný znak markraběte do roku 1915

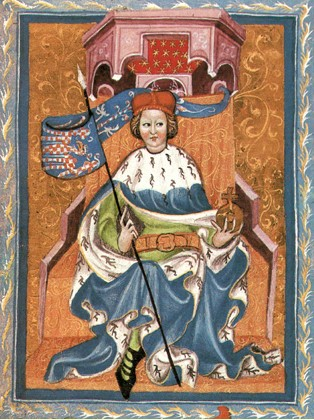
Přemysl Otakar II. jako moravský markrabě
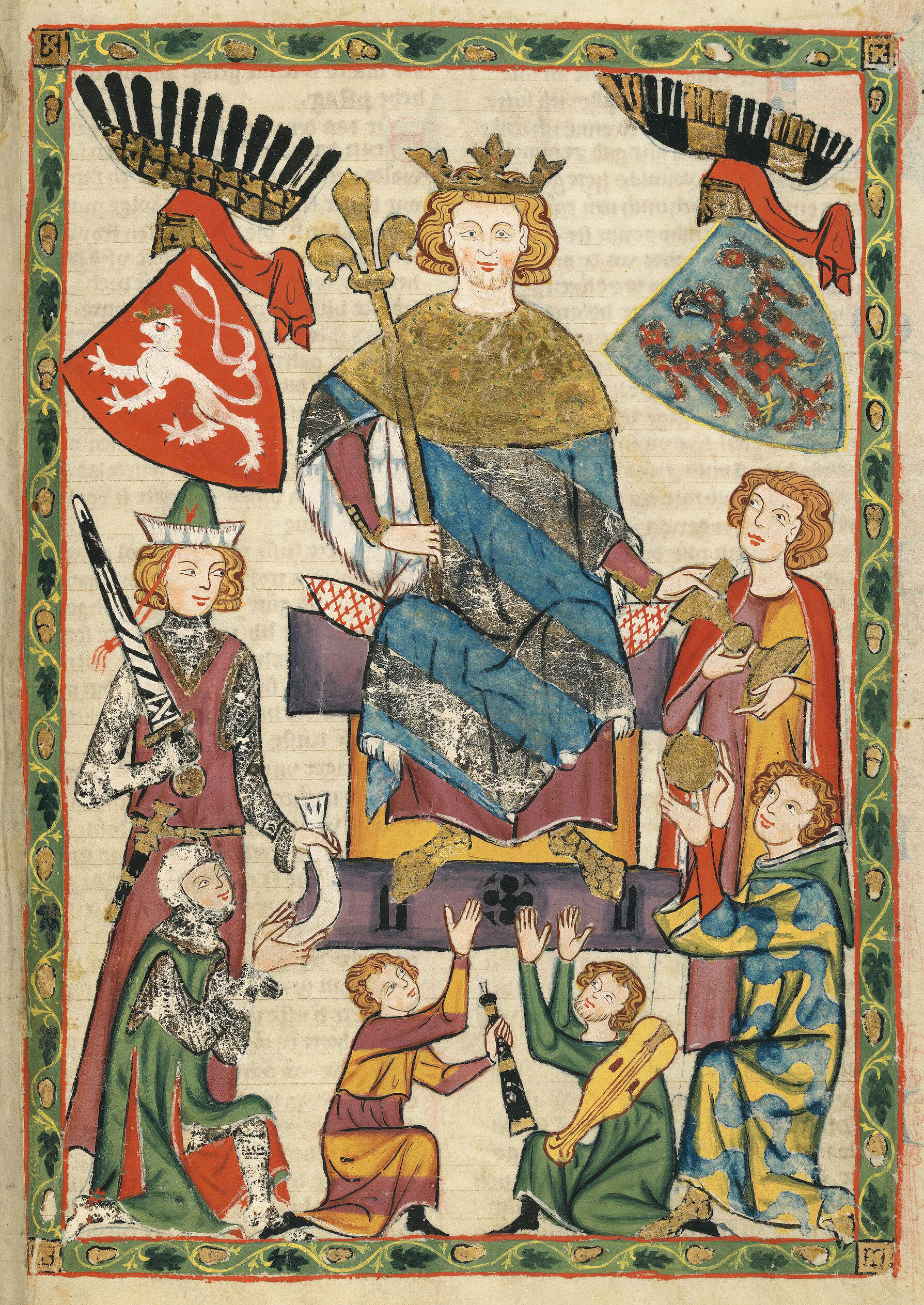
Znaky Čech a Moravy spolu s českým králem a moravský markrabětem Václavem II. v Codexu Manesse, fol. 10r.
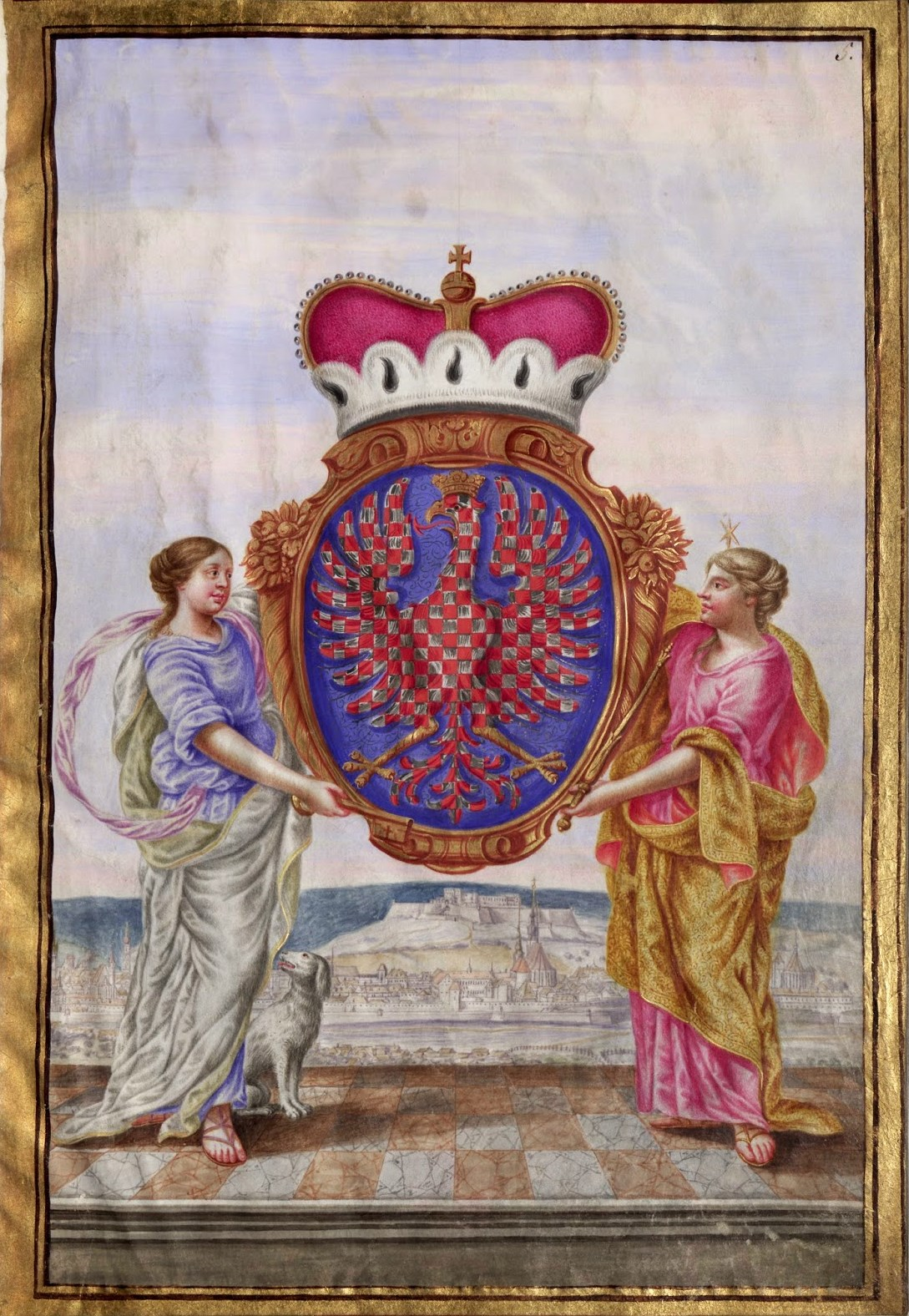
Veduta Brna se stříbro-červenou orlicí, rok 1670
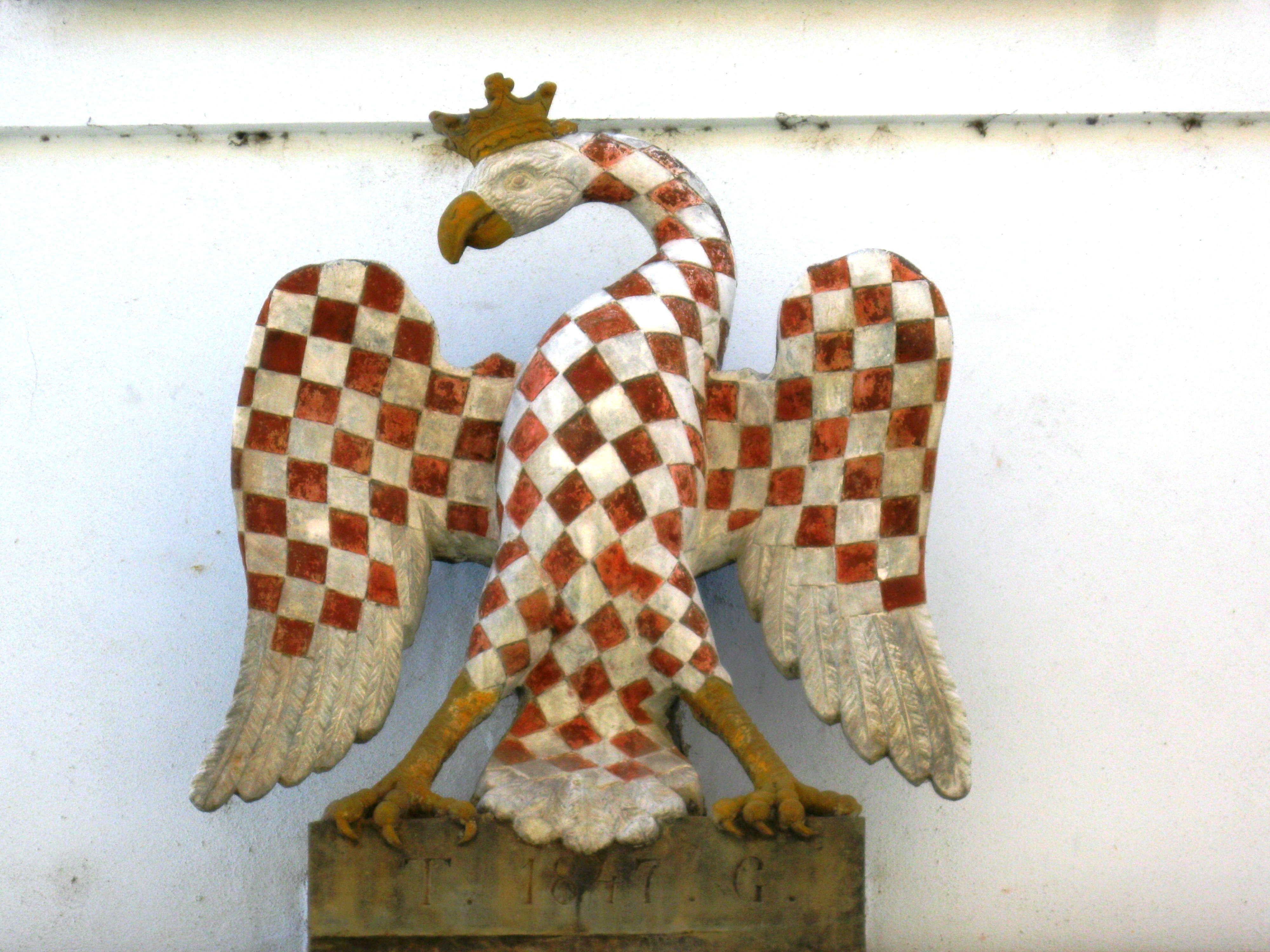
Moravská orlice na městském domě v Olomouci

### Zlato-červeně šachovaná orlice
V roce 1462 Fridrich III. vydal erbovní list, v němž je šachování orlice změněno na červeno-zlaté. Tuto změnu však Moravský zemský sněm nikdy nepřijal a nepotvrdil. Roku 1915 bylo šachování orlice ve znaku zastupujícím Markrabství moravské ve státním znaku Rakouska-Uherska změněno na červeno-zlaté.
Červeno–zlatá moravská orlice byla také používána na praporech a znacích československých legií během první světové války. Červeno–zlatá orlice je také běžnou součástí znaků moravských měst.
Od roku 1918 je ve státní symbolice opět výlučně používáno původní stříbrnočervené moravské orlice v modrém poli. Právně bylo stříbrnočervené šachování ve znaku Moravy výslovně potvrzeno zákonem č. 252/1920 Sb.

neoficiální znak (nepřijmutý Moravským zemským sněmem):
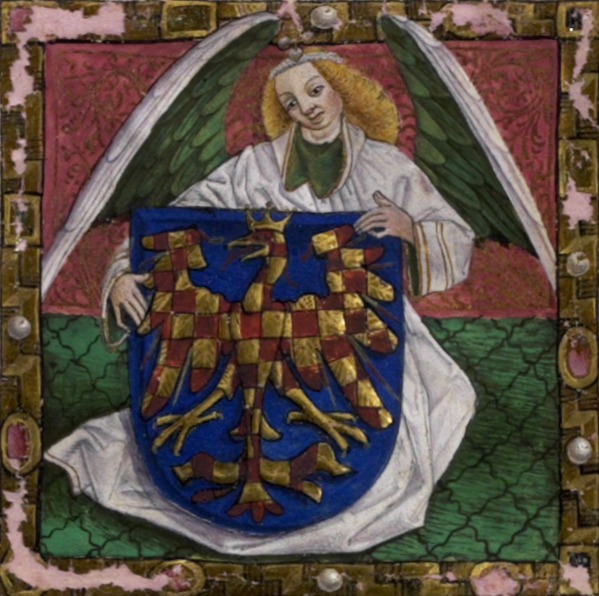
Miniatura v erbovní listině vydané Fridrichem III. Habsburským
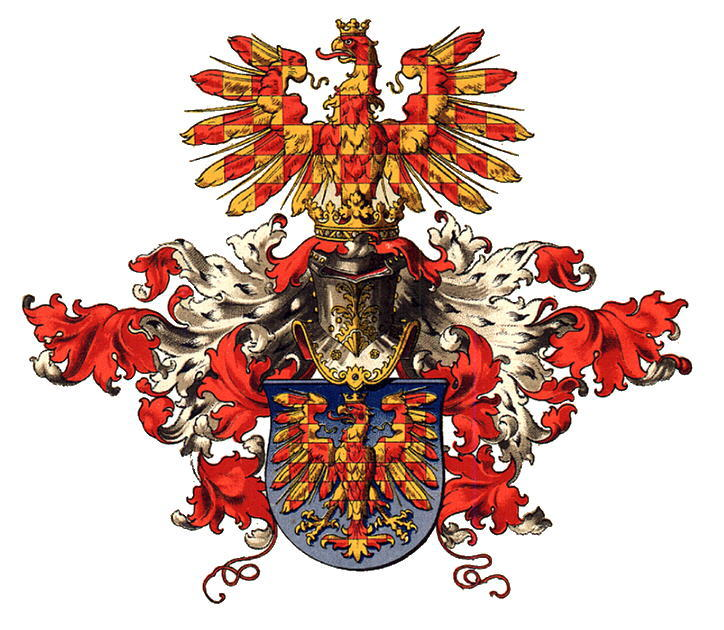
úplný znak markraběte v kresbě heraldika H. G. Ströhla, teoretická podoba po roce 1915
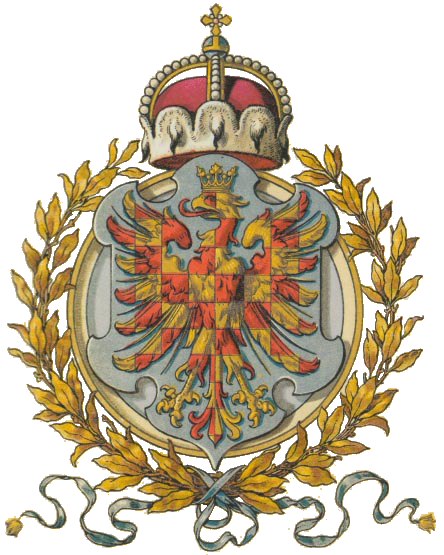
znak markrabství dle heraldika H. G. Ströhla s červeno-zlatou šachovnicí s přidanou dekorací

### Vlajka markrabství

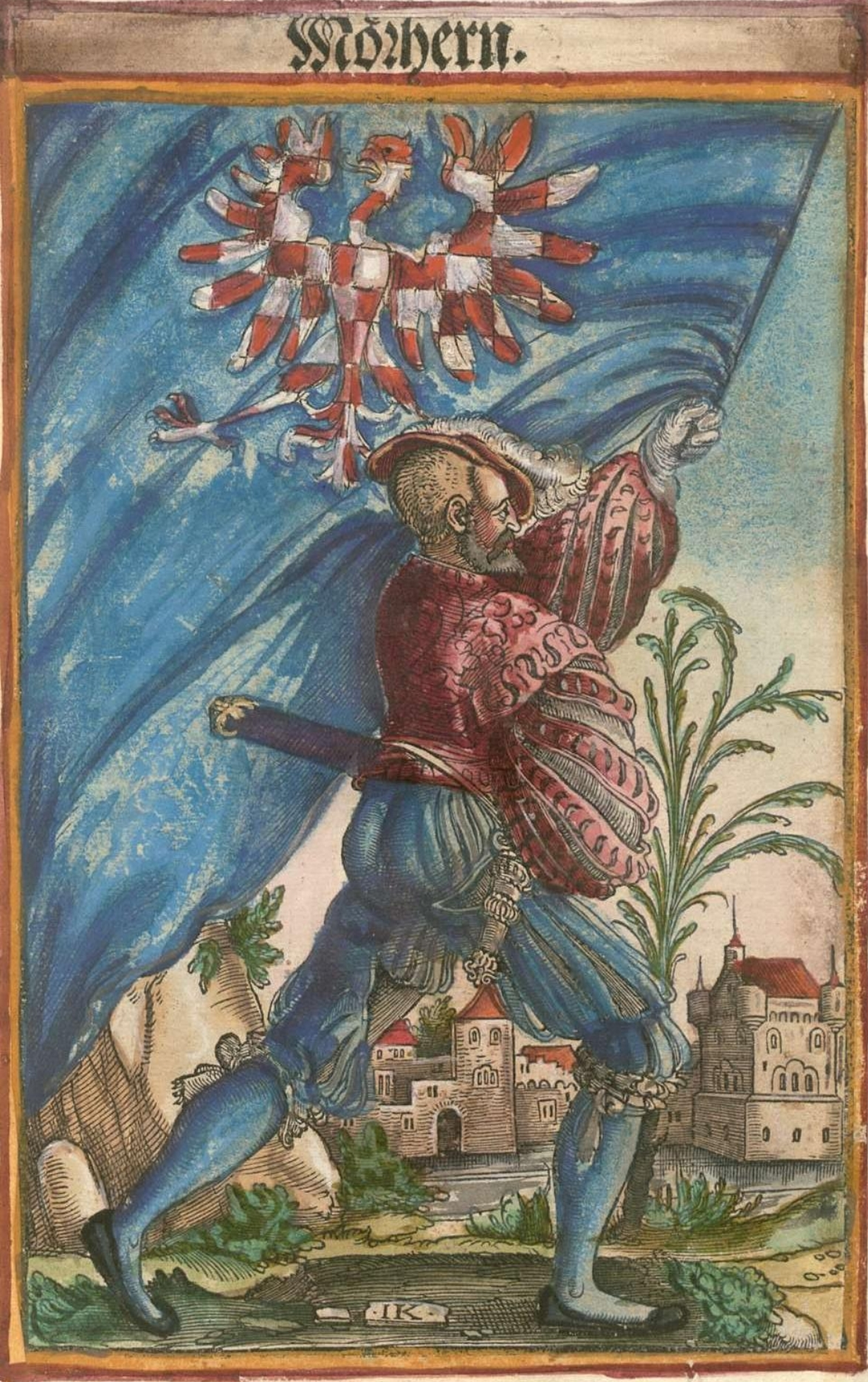
Vybarvený dřevořez Jacoba Kallenberga věnovaný Moravě

Před faktickým zánikem markrabství v roce 1918 bylo v prosinci 1916 II. odborem ministerstva vnitra spravujícím šlechtické záležitosti a také záležitosti erbů v Předlitavsku upozorněno na to, že v případě Moravy při určení pořadí červené a žluté (zvolených zemských barev) na případném praporu v zemských barvách heraldické zvyklosti nepomohou. Moravský místodržící 29. ledna 1917 ministerstvu vnitra ohlásil, že moravským zemským výborem bylo jako správné pořadí zemských barev označeno pořadí červená-žlutá (zlatá), odpovídající zavedeným zvyklostem při vyvěšování praporů v zemských barvách. Tyto barvy neodporovaly popisu moravského znaku z 10. října 1915. Pro ministerstvo byla důležitá skutečnost, že se červená a žlutá na praporech v pořadí červená a žlutá skutečně používá. Věc uzavřelo v únoru 1917 s tím, že v učebnicích a jiných učebních podkladech má být uvedeno pořadí barev červená-žlutá. Podoba zemské vlajky však až do zániku Rakouska-Uherska nebyla Markrabství moravskému žádným zákonným předpisem určena. Ministerstvem vnitra bylo pouze nařízeno, aby byly moravské zemské barvy při ztvárnění vlajky nadále uváděny v pořadí červená a žlutá.

prapor, vlajka:
středověká markraběcí korouhev Moravy
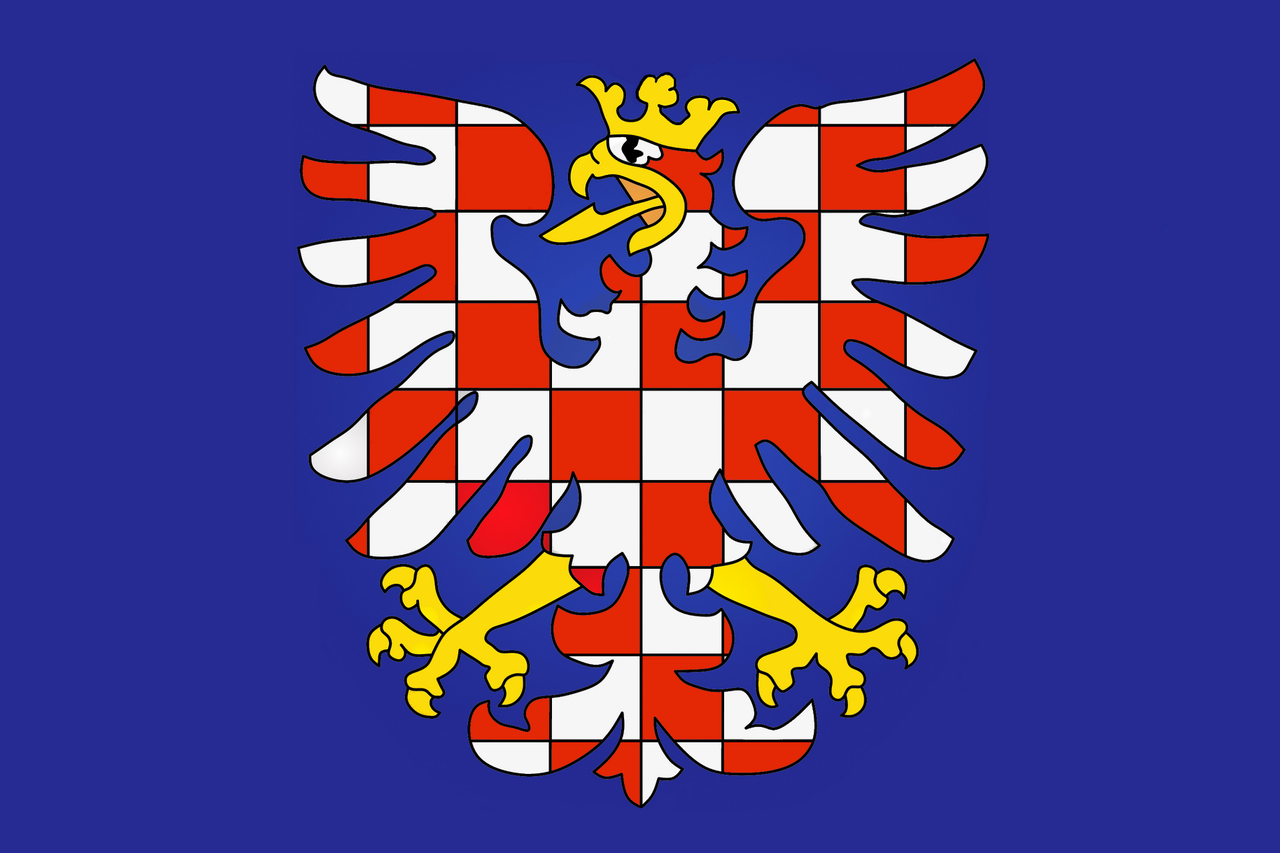
nejstarší prapor Moravy (s orlicí ze znaku)
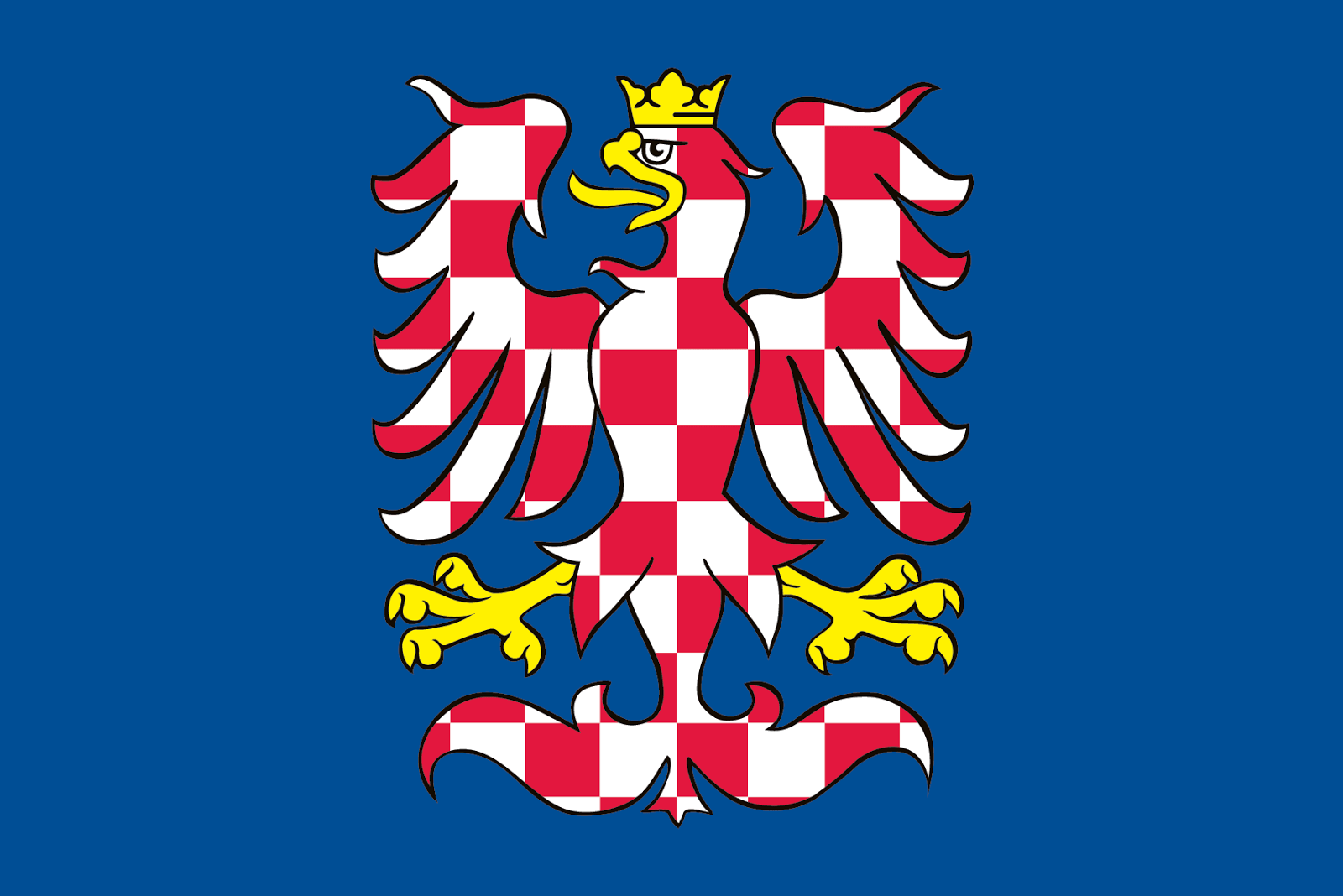
nejstarší prapor s moderní orlicí J. Loudy, platným státním znakem ČR (státní symboliky)
žluto-červená bikolóra používaná zemskými úřady a německy hovořícími obyvateli Moravy až od pol. 19. století
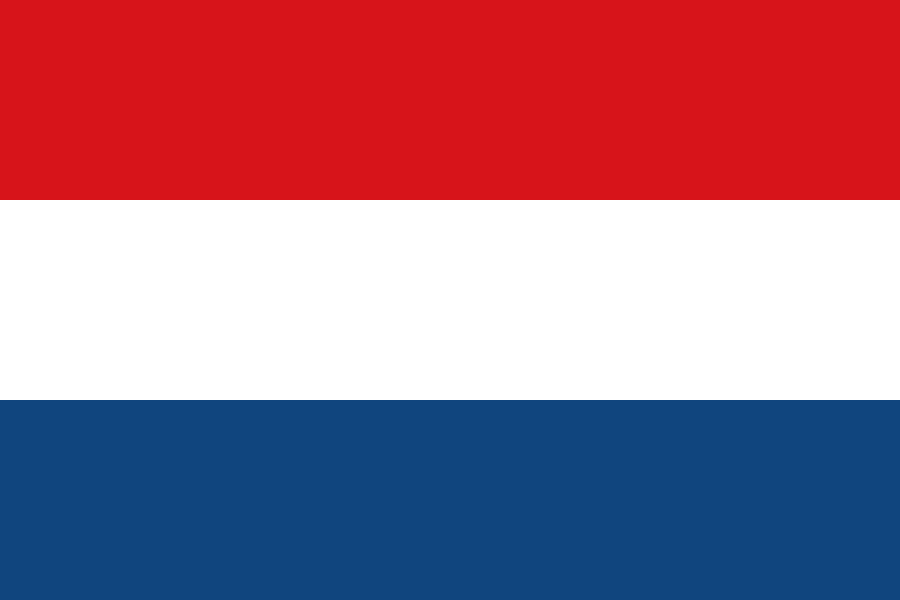
červeno-bílo-modrá trikolóra (v různém pořadí) používaná ve 2. pol. 19. století a na poč. 20. století v českém národním prostředí